# I Wanna Be Where You Are
«I Wanna Be Where You Are» (с англ. — «Я хочу быть там, где ты») — песня Майкла Джексона с его дебютного сольного альбома Got to Be There. В США 3 мая 1972 года вышла отдельным синглом. Это был третий сингл (и последний) сингл с этого альбома.
В «Горячей сотне» (Hot 100) американского журнала «Билборд» сингл достиг 16-го места. В ритм-н-блюзовом чарте этого журнала — второго.
В Великобритании же вместо неё как сингл была издана другая песня — «I Wanna Be Where You Are» была на стороне «Б» сингла с кавером Джексона на песню «Ain’t No Sunshine».
В 2015 году американский Billboard поместил песню «I Wanna Be Where You Are» на 43-е место в своём списке «Michael Jackson’s Top 50 Billboard Hits».

## Список композиций
- A. "I Wanna Be Where You Are" - 2:58
- B. "We've Got a Good Thing Going" - 2:59

## Позиции в хит-парадах
Еженедельные чарты:
| Чарт (1972)                           | Наив. поз. |
| ------------------------------------- | ---------- |
| США (Billboard Hot 100)               | 16         |
| США (Billboard Hot R&B/Hip-Hop Songs) | 2          |

Годовые чарты:
| Чарт (1972)                      | Позиция |
| -------------------------------- | ------- |
| США (Billboard Top Soul Singles) | 37      |